# Centre d'études spatiales de la biosphère
Le Centre d'Études Spatiales de la BIOsphère également désigné par son acronyme CESBIO est un laboratoire de recherche  qui étudie la dynamique et le fonctionnement de la biosphère continentale et de ses interactions avec le climat et les activités humaines. Il est rattaché à l'université Paul-Sabatier de Toulouse (France).

## Histoire
Le centre d'études spatiales de la biosphère a été créé au  1er janvier 1995, par la fusion de trois entités : du laboratoire LERTS (Laboratoire d’Études et de Recherches en Télédétection Satellitaire), du LEV (Laboratoire d'Écologie Végétale) de l'université Paul-Sabatier, et de l'équipe télédétection du CESR (Centre d’Étude Spatiale des Rayonnements).

## Organisation
Le laboratoire CESBIO est une unité mixte de recherche (UMR 5126) qui associe l'université Paul-Sabatier, le Centre national de la recherche scientifique, le Centre national d'études spatiales, l'Institut de recherche pour le développement, et depuis 2018, l'Institut national de la recherche agronomique. Le laboratoire emploie environ une trentaine de chercheurs et une trentaine d'ingénieurs et techniciens. Il dispose de plusieurs antennes : en France, à l'Institut universitaire de technologie d'Auch, et, hors de France, à l'Institut national agronomique de Tunisie, à l'université Cadi Ayyad à Marrakech (Maroc) et au CNRS Liban (Beyrouth). 

## Activité
Les travaux du CESBIO portent principalement sur le fonctionnement et la dynamique de la biosphère continentale à différentes échelles spatiales et temporelles :
- observation et modélisation des surfaces continentales
- définition de missions spatiales et au traitement des données de télédétection
- développement de méthodes d’analyse et des modélisations.

### Contributions aux missions spatiales
Le CESBIO effectue des propositions, suit et accompagne des missions spatiales. Il a la responsabilité scientifique des missions suivantes : 
- Mission SMOS de l'Agence spatiale européenne (lancement en orbite en 2009)  : développement du système radiométrique  interférométrique en bande L destiné au suivi de l’humidité superficielle des sols et la salinité des océans.
- Mission Vénμs menée conjointement par le CNES et l'Agence spatiale israélienne (lancement en août 2017) : démontrer l'efficacité de l'observation multi-temporelle à haute résolution pour un suivi de la biosphère à une échelle régionale
- Mission Biomass de l'Agence spatiale européenne (lancement prévu en 2023) : radar en bande P pour le suivi de la biomasse sélectionnée.